# Двигун V3

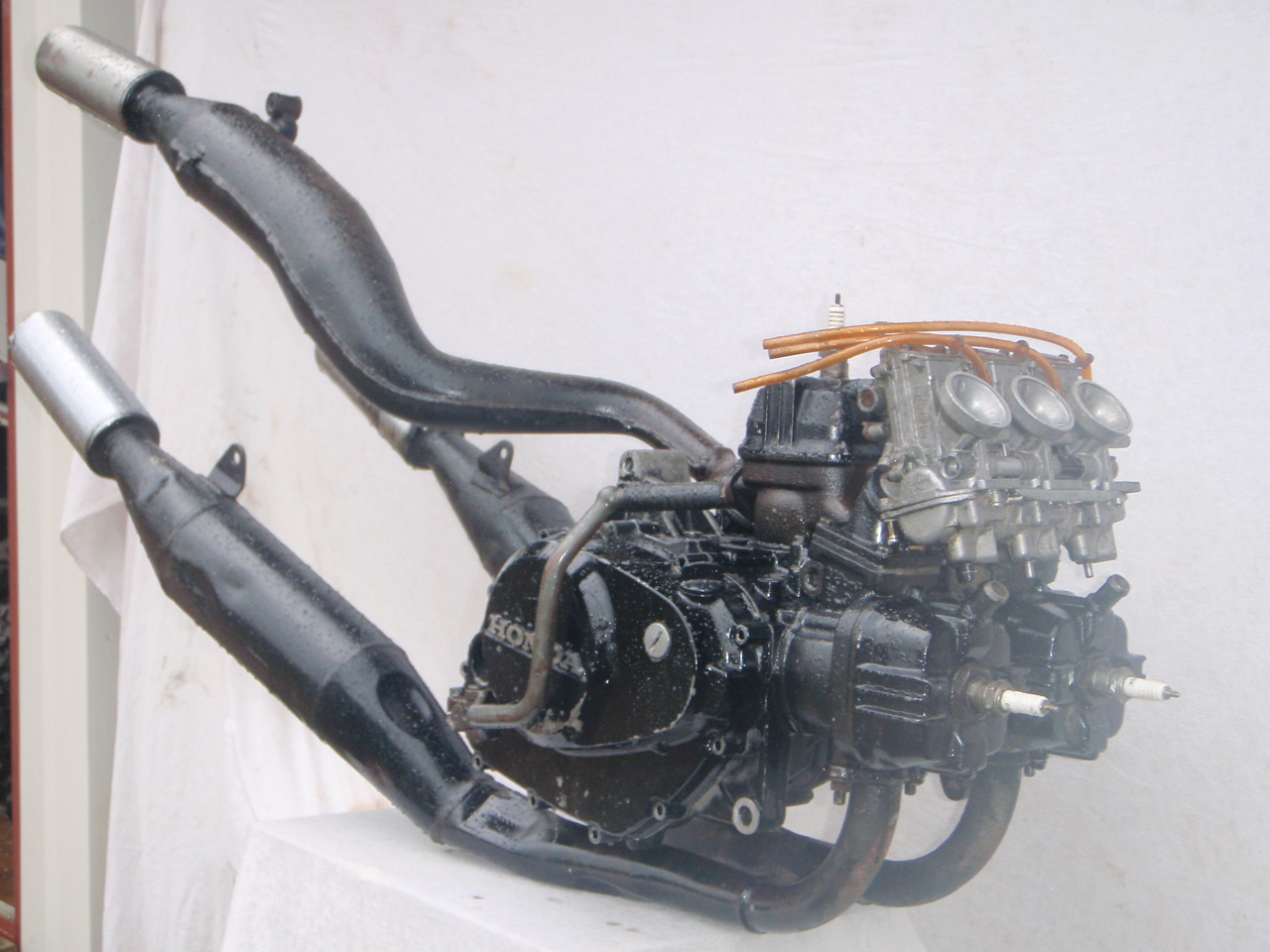
Двотактний двигун Honda MVX250F

Двигун V3 — V-подібний двигун з двома циліндрами в одному ряду та одним циліндром в іншому ряду. Це рідкісна конфігурація, яка в основному використовується в двотактних двигунах для мотоциклів, які беруть участь у мотоциклетних гонках Гран-Прі.

## Історія
Першим зразком двигуна V3 став DKW 350 1955 року. Suzuki RP68 1968 року був призначений для змагань у сезоні 1968 року, однак зміна правил, яка передбачала обов'язковість одноциліндрових двигунів, означала, що RP68 об'ємом 50 см3 не мав права брати участь у гонках.
Пізніше Honda відродила компоновку для гоночних мотоциклів Honda NS500/NSR500 Гран-прі 1982—1984 років. На спортивних мотоциклах Honda MVX250F 1983—1984 років і Honda NS400R 1985—1987 років також використовувалися двигуни V3.
Пов'язаним типом двигуна був W3, хоча він розміщував усі три циліндри в одній площині, але жоден із них не в одному ряду. Це було використано для чотиритактного двигуна Anzani, який використовувався в мотоциклах і літаках.